# اکاترینوسلاوکا
اکاترینوسلاوکا (انگلیسی: Ekaterinoslavka) یک شهرک در شهرستان چیشمینسکی در استان باشقیرستان کشور روسیه است.